# Паратаксичне спотворення
Паратаксичне спотворення (від грец. παράταξις parátaxis — «розміщення поруч») — психіатричний термін, вперше використаний Гаррі Стеком Салліваном, щоб пояснити схильність спотворювати сприйняття інших, засноване на фантазії. «Спотворення» полягає в сприйнятті інших людей, засноване не на досвіді спілкування з людиною, а на вигаданій індивідуальності людини.

## Приклад паратаксичного спотворення
Наприклад, коли хто-небудь закохується, він може створити образ іншої людини як «ідеальної пари» або «спорідненої душі», тільки щоб пізніше з'ясувати, що людина не відповідає первісному сприйняттю. Вигадана індивідуальність формується з особистого досвіду і, виходячи з емоційного стресу. Стрес формування нових відносин заради пошуку пари, коли людина шукає фізичного зв'язку, може розглядатися безпосередньо як стрес, попри те, що це ж розглядається як задоволення. «Почуття закоханості» може створити атмосферу, коли паратаксичне спотворення, перш за все, залучено до сприйняття об'єкта прихильності. У цій ситуації, в процесі виникнення «почуття закоханості», можливо, грає роль гормональний вплив.

## Формування стереотипів
Паратаксичного спотворення дуже складно повністю уникнути через природу людського навчання і взаємодії. ЗМІ також можуть бути джерелом паратаксичного відхилення, наприклад, стереотип про наркотичну залежність, як про певну рису характеру і складову особистості може мати вплив на здорову оцінку клієнта з історією зловживання наркотиками. Цей вид створення стереотипу і класифікування людей в групи має викривляючий ефект на здорове сприйняття індивідума.